# 吉村美樹
吉村 美樹（よしむら みき、1984年（昭和59年）9月11日 - ）は日本の女性モデル。神奈川県出身。桜美林大学卒業。所属モデル事務所はサトルジャパン。

## 人物
大学2年の時に雑誌「non-no」の読者モデルをしたことを機にモデルの仕事を始める。2008年にはアサヒビールのイメージガールを務めた。
趣味はテニス・散歩・読書・カラオケ・ショッピング・象グッズ収集・絵を描くこと。3歳下の弟がいる。
2014年11月22日、自身のブログで結婚・披露宴を挙げたことを明かした。

## 出演

### CM
- 明治製菓（2007年4月 - ）
- 任天堂 ニンテンドーDSソフト「大人のDS 顔トレーニング」（2007年7月 - ）
- 日本郵政公社 〒10.1もうすぐ民営化（2007年8月 - ）
- ニベア花王「ホワイトニングリペアジェル」（2010年）共演：吉瀬美智子
- 花王バブ「オリエンタルスパ」（2010年）
- ロート製薬「メンソレータムアクネージア」（2011年4月 - ）
- 花王ハミングNeo（2011年7月 - ）
- 花王バブ「ピースフルハーブ」（2011年10月 - ）
- すかいらーく「ガスト・ビーフシチューハンバーグ 2つの出会い篇」（2012年）
- パナソニックお風呂テレビ（2014年）
- 花王ロリエ「夜空会議篇」（2014年）

### Webドラマ
- FLOWER SHOP DIARY 第1話 泥だらけの訪問者（2009年11月、レコチョク・music.jp・dwango.jp、ユニバーサルJFilm） - 優子 役

### その他
- アサヒビールイメージガール（2008年）